# Le Chicago

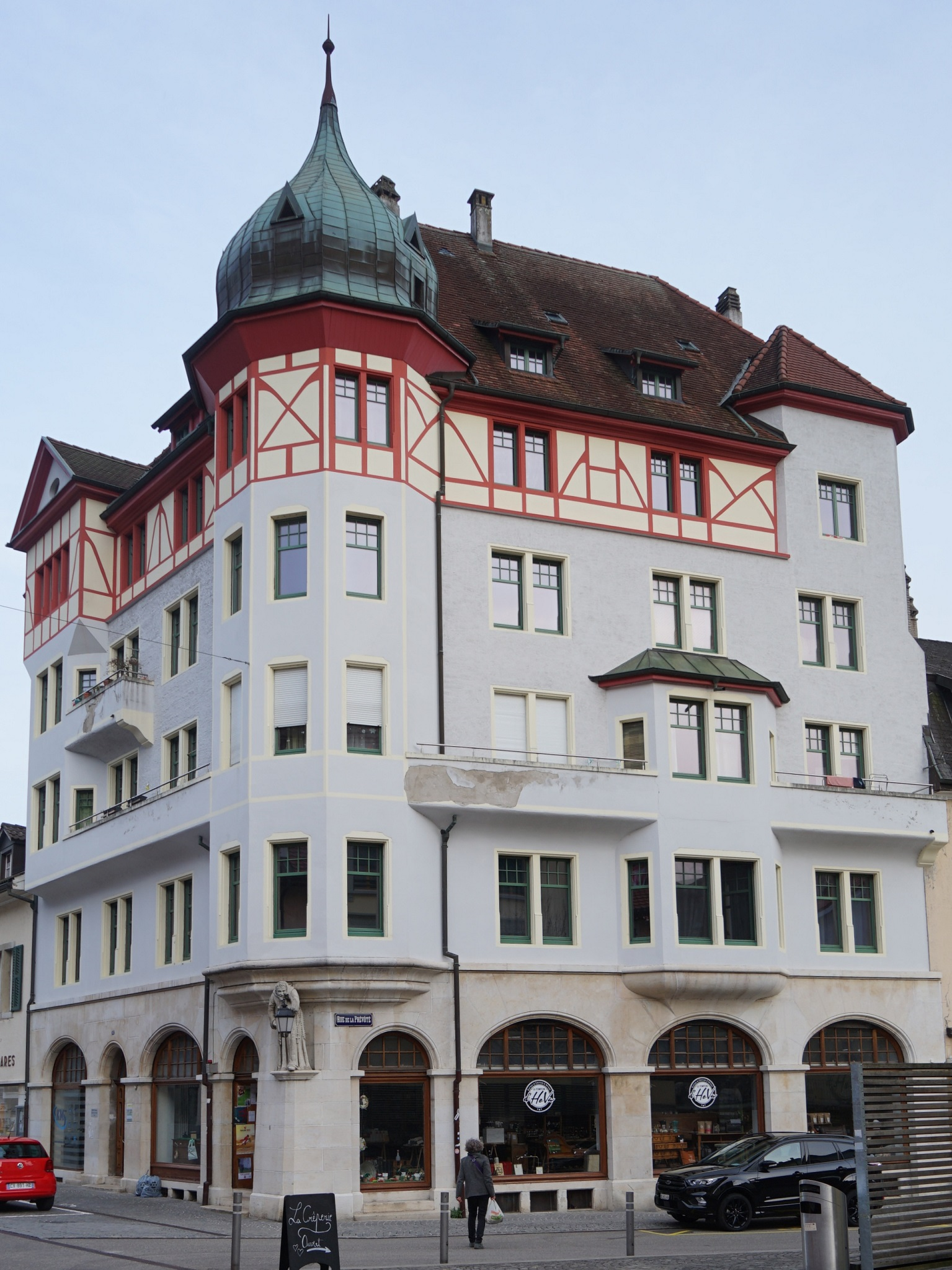
"Le Chicago", Moutier (Foto 2022)

Das Wohn- und Geschäftshaus «Le Chicago» in Moutier (deutsch Münster) im Schweizer Kanton Bern wurde 1904 fertiggestellt. Das Gebäude im Heimatstil steht unter Denkmalschutz.

## Lage
Das Bauwerk in der «Rue Centrale 63» ist ein Eckhaus an der «Rue de la Prévôté». Es gehört zu Baugruppe «A», dem alten Zentrum von Moutier.

## Geschichte
Der Standort der im 11. Jahrhundert zerstörten Probstei (französisch Prévôté) Moutier-Grandval befand sich östlich des Gebäudes in der «Rue Centrale». An der Strassenecke stand ein einfaches Bauernhaus, das abgerissen wurde. Architekt des 1903/1904 errichteten Bauwerks war Charles Kleiber aus Moutier, der beim Bau durch einen Architekten Schneider unterstützt wurde. «Le Chicago» gilt als Hauptwerk Kleibers, der auch die Villa Bechler (Jurassisches Kunstmuseum) und die Fabrik Pétermann entwarf. Es wurde 2011 einer Renovation unterzogen, die der Conseil du Jura bernois (CJB) mit 335'000 Schweizer Franken förderte.
Das Wohn- und Geschäftshaus wurde 2000 rechtskräftig in das «Bauinventar» der Denkmalpflege des Kantons als «schützenswert» aufgenommen und ist als Kulturgüter-Objekt von lokaler Bedeutung («Kategorie C», Objet C) ausgewiesen. Der Vertrag dazu wurde am 11. November 2011 ausgefertigt.

## Beschreibung
Das hohe Sockelgeschoss wird durch Bogenfenster geprägt und ist mit Kalkstein verkleidet. Darüber erheben sich vier Obergeschosse und Dachgeschoss mit Walmdach. Die Strassenecke der Obergeschosse wird durch ein Ecktürmchen mit geschwungener Haube geprägt. Balkone führen zu den Seitenrisaliten, der nordöstliche hat ein Satteldach mit Dreiecksgiebel, der südwestliche ein Walmdach. Bei der Renovation wurde im vierten Obergeschoss Fachwerk freigelegt. Das Ecktürmchen gilt als vom «Ring» in Biel inspiriert. Es wird von einer Skulptur des heiligen Germanus getragen, der 675 bei Moutier ums Leben kam. Er hält seinen Abtstab in der rechten und eine Strassenlaterne in der linken Hand. Das Gebäude gilt als ein «malerisches» Bauwerk von «architektonischer Ausdruckskraft.»

## Belege
1. 1 2  «Le Chicago» nach Darstellung im Musée du tour automatique et d’histoire de Moutier. Dort auch das Foto mit dem alten Bauernhaus (um 1880).
2. 1 2 3 4  Denkmalpflege des Kantons Bern: Moutier, Rue Centrale 63. (PDF) In: Bauinventar des Kantons Bern. Kanton Bern, abgerufen am 3. August 2022 (Wohn- und Geschäftshaus).
3. ↑  rfj.ch: Le CJB soutient le Chicago de Moutier. Meldung vom 5. Januar 2012. (französisch)

Koordinaten: 47° 16′ 45,2″ N, 7° 22′ 17,4″ O; CH1903: 594921 / 236483